# Inez Beverly Prosser

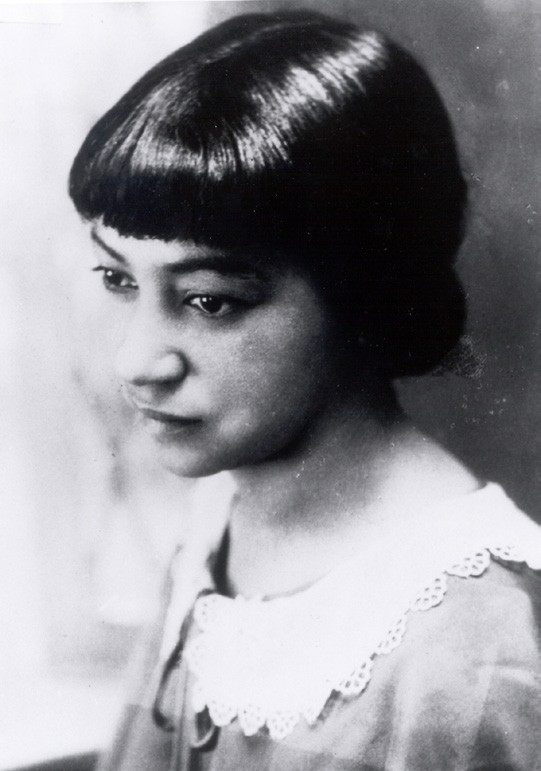
Inez Beverly Prosser, 1924

Inez Beverly Prosser (* 30. Dezember 1895 in Yoakum, Texas, Vereinigte Staaten; † 1934 in Shreveport, Louisiana, Vereinigte Staaten) war eine US-amerikanische Psychologin und Hochschullehrerin. Sie war Professorin an der Huston-Tillotson University und am Tougaloo College. Sie gehörte 1933 zu den ersten Afroamerikanerinnen, die in den Vereinigten Staaten promovierten und war die erste, die in Psychologie promovierte.

## Leben und Werk

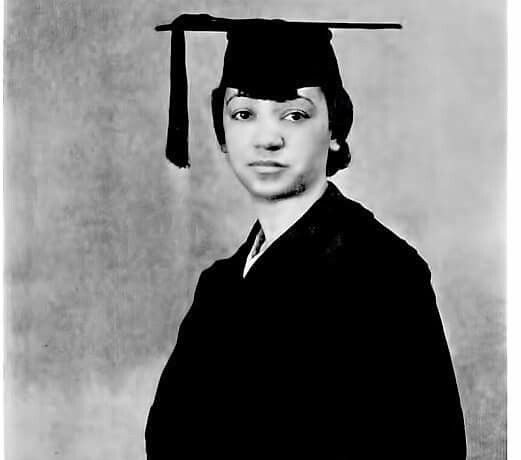
Foto von Inez Beverly Prosser bei ihrer Abschlussfeier 1933

Prosser war die älteste Tochter von elf Kindern von Samuel Andrew Beverly und Veola Hamilton. 1908 besuchte sie in Yoakum die High School. Nachdem sie 1910 als Jahrgangsbeste die Yoakum Colored School abgeschlossen hatte, schrieb sie sich am Prairie View State Normal and Industrial College (heute Prairie View A&M University) ein. 1912 schloss sie das Lehrzertifikatsprogramm des Colleges ab.
Prosser begann unmittelbar nach ihrem Abschluss an mehreren Grundschulen und weiterführenden Schulen in der Gegend von Austin zu unterrichten, wo sie bis 1927 blieb. Die meiste Zeit verbrachte sie als Lehrkraft an der Anderson High School, wo sie Englisch unterrichtete und eine Mädchenmannschaft für Rechtschreibwettbewerbe trainierte. Während dieser Zeit lernte sie Allen Rufus Prosser kennen, den sie 1916 heiratete.
Prosser begann mit ihrem Masterstudium in der Zeit, wo sie noch an der Anderson High School unterrichtete. Als Afroamerikanerin konnte sie im Bundesstaat Texas keinen Hochschulabschluss erlangen, daher absolvierte sie während der Sommermonate und per Fernstudium Grundstudiengänge an der University of Colorado. Im August 1927 schloss Prosser ihr Studium mit einem Master of Arts in Pädagogik ab. Sie absolvierte während ihres Studiums eine Reihe von Kursen zu psychologischen Themen. Ihr Abschlussprojekt über vergleichende Zuverlässigkeit objektiver Tests in der englischen Grammatik untersuchte die Zuverlässigkeit von vier verschiedenen englischen Grammatiktests, die Prosser selbst entwickelt hatte. Prosser führte die Tests bei 303 Schülern der Anderson High School durch. Die statistische Analyse führte Prosser zu dem Schluss, dass ihre Testbatterie bei der Beurteilung der englischen Grammatik hilfreich war. Sie schlug auch vor, dass die verschiedenen Testarten unterschiedliche Fähigkeiten messen könnten.
Nach ihrem Masterabschluss wurde Prosser 1927 Fakultätsmitglied des Tillotson College in Austin. Sie unterrichtete dort drei Jahre lang Kurse in Pädagogik und Psychologie. 1930 wechselte sie an das Tougaloo College, wo sie sowohl als Fakultätsmitglied als auch als Registrarin tätig war. Darüber hinaus war Prosser Rektorin der Tougaloo High School.
1931 bewarb sie beim General Education Board (GED) um ein Stipendium zur Finanzierung ihrer Doktorarbeit. Das GED gewährte ihr 1.000 Dollar für ein Jahr Doktorarbeit. Prosser verließ Tougaloo und ging an die University of Cincinnati, wo sie sich für das akademische Jahr 1931–1932 für das Doctor of Philosophy-Programm am College of Education einschrieb. Das Programm wurde von dem Psychologen Louis Augustus Pechstein geleitet.
Prosser begann im November 1931 mit der Forschung für ihre Dissertation: The Non-Academic Development of Negro Children in Mixed and Segregated Schools. Das Projekt war als Begleitwerk zu einer 1931 von Mary Crowley verfassten Dissertation konzipiert, in der die akademischen Leistungen afroamerikanischer Schüler in getrennten und integrierten Schulen verglichen wurden. Obwohl Prosser und Crowley beide nach den Unterschieden zwischen getrennten und integrierten Schulen untersuchten, konzentrierte sich Prosser auf nichtakademische Variablen. Crowley war zu dem Schluss gekommen, dass es zwischen den beiden Schultypen keine Unterschiede in den akademischen Leistungen der Schüler gab. Prosser hingegen stellte fest, dass afroamerikanische Schüler in getrennten Schulen bessere Leistungen erzielten. Die Schüler, die in gemischtrassigen Schulen eingeschrieben waren, erwiesen sich als introvertierter, hatten mehr mit sozialer Unangepasstheit zu kämpfen und waren unter anderem unzufriedener mit den Beziehungen zu Familie und Lehrern. Prossers Forschung basierte auf einer kleinen Stichprobe, 32 zusammenpassenden Schülerpaaren, und räumte in ihrer Dissertation ein, dass einige ihrer Schlussfolgerungen auf nicht signifikanten statistischen Ergebnissen beruhten. Sie kam außerdem zu dem Schluss, dass unterschiedliche Persönlichkeitstypen in gemischten Schulen möglicherweise besser abschneiden.
Von 1933 bis 1934 veröffentlichte Prosser eine Reihe von sieben Artikeln im Mississippi Educational Journal, der offiziellen Zeitschrift der Mississippi Association of Teachers in Colored Schools. Die Artikel konzentrierten sich auf verschiedene Themen im Zusammenhang mit dem Englischunterricht, darunter Schreibfertigkeiten, Wortschatz und Grammatik.
Prosser förderte finanziell die Ausbildung ihrer Geschwister, von denen alle zehn einen Highschool-Abschluss und fünf einen College-Abschluss erlangten. Am 28. August 1934 war Prosser auf dem Rückweg nach Mississippi nach einem Besuch bei ihrer Familie in Texas zusammen mit ihrem Mann und ihrer Schwester in einen Frontalzusammenstoß verwickelt. Sie wurde durch die Windschutzscheibe geschleudert und zur Behandlung ihrer Verletzungen ins Tri-State Sanitarium in Shreveport, Louisiana, gebracht. Sie starb dort am 5. September 1934 im Alter von 38 Jahren.
Prosser war Mitglied von Alpha Kappa Alpha und der African Methodist Episcopal Church.

## Würdigung
Nach Prossers Tod wurde ihre Dissertation zu einem zentralen Bestandteil der Entscheidung des Obersten Gerichtshofs im Fall Brown v. Board of Education im Jahr 1954.
Die Bedeutung ihrer Leistung bei der Erlangung ihres Doktortitels wurde durch ihr Erscheinen auf dem Cover des Magazins The Crisis im August 1933 gewürdigt, dem offiziellen Magazin der National Association for the Advancement of Colored People.
Die Foundation for Psychology in Ohio vergibt das Inez Beverly Prosser-Stipendium.

## Veröffentlichungen
- The comparative reliability of objective tests in English grammar. Unpublished Master's thesis. University of Colorado. Boulder, CO, 1933.
- Non-academic development of Negro children in mixed and segregated schools. Unpublished Doctoral dissertation. University of Cincinnati. Cincinnati, OH, 1933.
- The English section: Letter writing. Mississippi Educational Journal, 10, 1939, S. 36–38.
- The English section: English grammar. Mississippi Educational Journal, 10, 1934, S. 130–131.
- The English section: Vocabulary building. Mississippi Educational Journal, 10,1934, S. 112–113.